# Tipula teunisseni
Tipula teunisseni är en tvåvingeart som beskrevs av Günther Theischinger 1979. Tipula teunisseni ingår i släktet Tipula och familjen storharkrankar. Inga underarter finns listade i Catalogue of Life.